# Glee: The 3D Concert Movie
Glee: The 3D Concert Movie (chamado originalmente de "Glee Live! 3D!") é um filme musical com o show Glee Live! In Concert!, a ideia é contemplar os fãs que não conseguiram ingressos para os shows que teve lotação esgotada até a última apresentação e lançar o filme por apenas duas semanas nos EUA, a partir de 19 de agosto de 2011.

## Performances do Show
Essas são as músicas performadas no show na ordem em que são apresentadas:
1. "Don't Stop Believin'" – Finn, Rachel, New Directions
2. "SING" – Rachel, Finn, New Directions
3. "Empire State of Mind" – Artie, Finn, Puck, Rachel, Mercedes, Santana, New Directions
4. "I'm a Slave 4 U" – Brittany
5. "Fat Bottomed Girls" – Puck
6. "Don't Rain on My Parade" – Rachel
7. "P.Y.T. (Pretty Young Thing)" – Artie
8. "Ain't No Way" – Mercedes
9. "Jessie's Girl" – Finn
10. "Valerie" – Santana, New Directions
11. "Firework" – Rachel
12. "Teenage Dream" – Blaine, Warblers
13. "Silly Love Songs" – Blaine, Warblers
14. "Raise Your Glass" – Blaine, Warblers
15. "Happy Days Are Here Again / Get Happy" – Kurt, Rachel
16. "Safety Dance" – Artie
17. "Lucky" – Sam, Quinn
18. "River Deep – Mountain High" – Mercedes, Santana
19. "Forget You" – Holly, Artie, Mercedes, New Directions
20. "I Want to Hold Your Hand" – Kurt
21. "Born This Way" - Kurt, Tina, Mercedes, New Directions
22. "Loser Like Me" – Rachel, Finn, Mercedes, Santana, New Directions
23. "Don’t Stop Believin'" (créditos finais) – Finn, Rachel, New Directions
24. "Somebody to Love" – Finn, Rachel, New Directions
25. "Dog Days Are Over" - Tina, Mercedes, New Directions (nos extras do DVD)
26. "Friday" - Blaine, Puck, Artie, Sam e Mike (nos extras do DVD)

## Elenco
- Lea Michele (Rachel Berry)
- Cory Monteith (Finn Hudson)
- Chris Colfer (Kurt Hummel)
- Amber Riley (Mercedes Jones)
- Kevin McHale (Artie Abrams)
- Jenna Ushkowitz (Tina Cohen-Chang)
- Mark Salling (Noah "Puck" Puckerman)
- Dianna Agron (Quinn Fabray)
- Naya Rivera (Santana Lopez)
- Heather Morris (Brittany S. Pierce)
- Harry Shum Jr. (Mike Chang)
- Chord Overstreet (Sam Evans)
- Ashley Fink (Lauren Zizes)
- Darren Criss (Blaine Anderson)
- Gwyneth Paltrow (Holly Holliday)